# Poličský seniorát
Poličský seniorát je seniorát Českobratrské církve evangelické, zahrnuje evangelické sbory z části Českomoravské vrchoviny (Žďárské vrchy). Vznikl v roce 1928 odštěpením některých sborů z Chrudimského seniorátu.
V jeho čele stojí senior Marek Vanča, farář v Krucemburku, a seniorátní kurátorka Jana Brahová a jejich náměstci Jiří Tengler a  Jiří Svoboda.
Rozloha seniorátu je 1010 km², zahrnuje 9 sborů, které mají dohromady 2613 členů (ke 3. 4. 2024).

## Seznam seniorů
- Jan Toul (1922–1923)
- Karel Andrle (1923–1929–1935)
- Josef Dvořák (1935–1941–1947)
- Oldřich Videman (1947–1953)
- Otakar Kadlec (1953)
- Oldřich Videman (1953–1954)
- Jiří Širůček (1956–1962)
- Josef Sládek (1962–1968)
- Jiří Širůček (1969–1970)
- Vladimír Kučera (1971–1976)
- Jindřich Výborný (1976–1987)
- Jiří Tomeš (1987–1990)
- Vladimír Kučera (1990–1996)
- Tomáš Jirků (1996–2012)
- Marek Vanča (2012–)